# Киданівка
Кидані́вка — село в Україні, у Обухівському районі Київської області. Населення становить 743 осіб.

## Географія
Селом тече річка Безіменна.

## Історія
1741 року в селі було 70 «димів»[уточнити].
Клірові відомості, метричні книги, сповідні розписи церкви св. Михаїла с. Киданівка Ісайківської волості Богуславського, з 1846 р. Канівського пов. Київської губ. зберігаються в ЦДІАК України. http://cdiak.archives.gov.ua/baza_geog_pok/church/kyda_001.xml [Архівовано 19 Липня 2019 у Wayback Machine.]
Під час організованого радянською владою Голодомору 1932—1933 років помер щонайменше 651 житель села.

## Населення
Згідно з переписом УРСР 1989 року чисельність наявного населення села становила 880 осіб, з яких 353 чоловіки та 527 жінок.
За переписом населення України 2001 року в селі мешкали 734 особи.

### Мова
Розподіл населення за рідною мовою за даними перепису 2001 року:
| Мова       | Відсоток |
| ---------- | -------- |
| українська | 99,60 %  |
| російська  | 0,40 %   |

## Постаті
- Лисиця Віталій Олексійович (1975—2024) — капітан Збройних сил України, учасник російсько-української війни. Герой України (2024, посмертно).